# Nina Hrušková-Bělská
Nina Hrušková-Bělská (5 de maig de 1925 - 30 de novembre de 2015) va ser una jugadora d'escacs txeca que tenia el títol de Mestra Internacional Femenina des de 1950. Va ser cinc vegades guanyadora del Campionat d'escacs femení de Txecoslovàquia (els anys 1946, 1948, 1952, 1953, 1956).

## Resultats destacats en competició
Des de finals de la dècada de 1940 fins a finals de la dècada de 1950, Hrušková-Bělská va ser una de les principals jugadores d'escacs txecoslovaques. Va guanyar dues vegades els campionats femenins d'escacs del Protectorat de Bohèmia i Moràvia (1943, 1944), i cinc cops els campionats d'escacs femenins de Txecoslovàquia: 1946, 1948, 1952, 1953 i 1956. El 1950, Hrušková-Bělská va participar al Campionat del Món d'escacs femení a Moscou, on va compartir els llocs 12è-14è. L'any 1952, va participar al Torneig de Candidates del Campionat del Món d'Escacs Femení a Moscou on va ocupar la 13a posició.
Hrušková-Bělská va jugar a Txecoslovàquia a les Olimpíades d'escacs femenines:
- L'any 1957, a primer tauler a la 1a Olimpíada d'escacs (femenina) a Emmen (+5, =1, -5).

El 1950 va rebre el títol de Mestra Internacional Femenina de la FIDE (WIM). El 1956, va rebre el títol d'Àrbitre Internacional (IA) de la FIDE. Hrušková-Bělská va ser l'àrbitre principal del Campionat del Món d'escacs femení els anys 1962, 1965, 1969 i del Torneig de Candidates pel Campionat del Món d'escacs femení de 1962.